# Newtonia fanovanae
La newtonia di Fanovana (Newtonia fanovanae Gyldenstolpe, 1933) è un uccello della famiglia Vangidae, endemico del Madagascar.

## Descrizione
È un uccello passeriforme di piccola taglia, lungo circa 12 cm. Il piumaggio è bruno sul dorso, con corona e guance grigiastre, e parti inferiori biancastre, con strie di colore arancio chiaro ai lati del torace. La coda è rossastra alla base. Il becco è nero nella parte superiore, grigiastro in quella inferiore.

## Biologia
È una specie insettivora che forma stormi misti con altre specie di passeracei. Le sue abitudini riproduttive non sono note.

## Distribuzione e habitat
La specie è frammentariamente distribuita nelle foreste pluviali di bassa quota del versante orientale del Madagascar, al di sotto degli 800 m di altitudine.

## Conservazione
La IUCN Red List classifica Newtonia fanovanae come specie vulnerabile.
Parte del suo areale ricade all'interno di aree protette quali la riserva speciale di Ambatovaky, il parco nazionale di Andohahela, la riserva speciale di Anjanaharibe Sud, il parco nazionale di Marojejy e il parco nazionale di Zahamena.